# Operacija Papuk '91.
Papuk +91 bila je jedna od značajnijih pobjeda HV-a u Domovinskom ratu. Vodila se od 28. studenoga 1991. do 3. siječnja 1992., kada je zbog potpisivanja Sarajevskog sporazuma morala biti prekinuta. Ovom bitkom je oslobođen velik dio zapadne Slavonije i spriječen je naum odsijecanja Slavonije.
HV je pokazala da postaje respektabilna vojna sila, a Srbi su shvatili da im pomoć JNA ne jamči pobjedu. Neki izvori akciju Papuk 91 nazivaju Strijela, a neki sve ove akcije uvrštavaju u akciju Orkan 91.

## Stanje prije bitke
Ratne 1991. godine Hrvatska su vojska i policija u zapadnoj Slavoniji, nakon početnog defenzivnog djelovanja, krenule u oslobodilačke operacije radi izbacivanja srpskih snaga južno od Save. Najopsežnija operacija s tim ciljem pokrenuta je krajem studenog 1991. godine, poznata pod imenom Papuk-91. Okupirano područje papučkoga dijela zapadne Slavonije obuhvaćalo je dijelove tadašnjih općina Virovitica, Daruvar, Podravska Slatina, Orahovica, Požega i Pakrac. Pod srpskom kontrolom bili su uglavnom brdski dijelovi tih općina, a povezivala
ih je planina Papuk. Uz planinska obilježja, to područje bilo je obraslo gustom šumom, što je srpskim pobunjenicima uvelike olakšavalo njegovu kontrolu. Pobunjenici su izravno ugrožavali komunikacije Daruvar – Suhopolje, Sirač – Voćin, Pakrac – Požega, Kamenska – Voćin – Mikeluš i Velika – Ćeralije – Podravska Slatina. Uz navedene prometnice, srpsko je topništvo ugrožavalo Podravsku magistralu na potezu Virovitica – Našice te željezničku prugu na potezu Koprivnica – Virovitica – Podravska Slatina – Našice. Prohodnost Podravske magistrale tada je bila ključna za Republiku Hrvatsku s obzirom na to da je posavski cestovni i željeznički smjer na potezu Novska – Nova Gradiška bio okupiran, tako da je jedina veza između ostatka
Hrvatske i istočne Slavonije bila Podravska magistrala. To je bio jedan od glavnih razloga za pokretanje operacije Papuk-91.

## Hrvatske snage
Operaciju je pripremalo Zapovjedništvo ZP Bjelovar – "Pakrac", zapovjednik Brigadir Miroslav Jerzečić
- 104. brigada – Varaždin, zapovjednici Ivan Rukljić i Vjeran Rožić
- 3/117. brigade – Križevci, zapovjednik Zvonko Beljo
- 123. brigada – Požega, zapovjednik Miljenko Crnjac
- 125. brigada – Novska
- 127. brigada – Virovitica, zapovjednik Đuro Dečak
- 132. brigada – Našice-Orahovica, zapovjednik Slavko Barić
- 136. brigada – Slatina, zapovjednik Josip Černi
- Protudiverzantska satnija ZNG – Bjelovar, zapovjednik Željko Cepanec

## Priprema operacije
Na sastanku održanom u Podravskoj Slatini, 23. studenog 1991. godine održao se je sastanak Zapovjedništva Operativne zone Bjelovar. Na sastanku su prisustvovali Đuro Dečak, zapovjednik 127. brigade HV-a, Josip Černi, zapovjednik 136. brigade HV-a Slatina, Miljenko Crnjac, zapovjednik 123. brigade HV-a, Miroslav Jezerčić, zapovjednik Druge OZ Bjelovar te inspektor Glavnog stožera Hrvatske vojske, Martin Špegelj. Na tom sastanku donesena je odluka o oslobađanju Papuka, a koja bi se počela provoditi od 28. studenog 1991. godine. Dana, 28. studenog 1991. godine, u stožer Operativne grupe Posavina došao je zamjenik načelnika Glavnog stožera Hrvatske vojske Petar Stipetić i zapovjednik Operativne zone Bjelovar Miroslav Jerzečić zbog koordinacije djelovanja postrojbi OZ Bjelovar s postrojbama Operativne grupe Posavina. Naime, tog dana počela je operacija Papuk-91 s ciljem oslobađanja velikog dijela zapadne Slavonije od Papuka prema Pakracu. Na sastanku je dogovoreno da se „u duhu prethodno planiranih akcija i instrukcija generala Stipetića u narednim danima“ krene u realizaciju planiranih akcija. Istovremeno napadno djelovanje je odgovaralo i Operativnoj grupi Posavina i Operativnoj zoni Bjelovar zbog razvlačenja srpskih postrojbi na cijelom zapadnoslavonskom bojištu.

## Tijek operacije
U operaciji Orada sudjelovale su snage HV-a i MUP-a, ali u oslobađanju samog grada Lipika broj hrvatskih snaga (HV i MUP) bio je nešto više od 300.
Akcijom združenih snaga hrvatske vojske i postrojbi MUP-a od 5. do 8. prosinca 1991. oslobođena su naselja Lipik, Dobrovac, Kukunjevac kao i još neka sela u bližoj okolici.
Ova akcija pada u red najvažnijih bitaka i hrvatskih pobjeda te ratne 91. U suvremenoj hrvatskoj povijesti ostat će zapisana kao akcija u kojoj je oslobođen Lipik – prvi oslobođeni grad u Domovinskom ratu. Operaciju Orada mora se promatrati u sklopu šire operacije HV zvane Papuk 91 i Orkan 91. odnosno protuudara hrvatskih snaga koji je započeo operacijom Otkos 10 na širem zapadnoslavonskom području.

## Epilog
U operaciji „Papuk-91“ oslobođeno je 110 naselja površine 1230 km2. 205 Oslobođeno je 26 naselja u daruvarskoj općini, 17 naselja u općini Podravska Slatina, 7 naselja u jugozapadnom dijelu općine Orahovica, 23 sela u istočnom dijelu općine Požega, 25 naselja u općini Pakrac te rubni dijelovi južnog dijela općine Virovitica. Osim toga, Podravska magistrala je otvorena za promet kao i prometnica od Daruvara do Suhopolja, od Daruvara do Podravske Slatine, od Huma do Mikleuša, od Voćina do Kamenske te od Pakraca do Požege. Prilikom oslobađanja okupiranog područja, poginulo je oko 142 pripadnika HV-a te hrvatske policije.206 Prilikom operacije „Papuk-91.“ snage HV-a došle su u posjed većeg broja oružja i vojne tehnike te su pokazale veliki napredak u vojnoj strategiji i koordinaciji prilikom ostvarivanja svojih ciljeva.

## Vanjske poveznice
- snimka operacije
- JNA i pobunjeni Srbi najteži su poraz doživjeli u zapadnoj Slavoniji   Arhivirana inačica izvorne stranice od 7. veljače 2018. (Wayback Machine), Dani ponosa - HRT. Snage Hrvatske vojske u zapadnoj Slavoniji svojim uspješno provedenom napadnim operacijama "ORKAN – 91", "OTKOS -10" i "PAPUK - 91" u jesen i zimu 1991.godine oslobodile su 2.320 km² ili 79% okupiranog teritorija Zapadne Slavonije.
- Petar Horvatić28. studenoga 1991. akcija Papuk ’91 – kako je oslobođena Zapadna Slavonija, narod.hr, 28. studenoga 2016.
- Zadnjim akcijama 3.siječnja 1992. godine završena vojna operacija „PAPUK 91“, Požega.eu, 2. siječnja 2016. slika:
- Vesna Milković: Spomen na 16. i 17. prosinca 1991. godine: ‘Pali’ su Gornji Vrhovci i Zvečevo  Arhivirana inačica izvorne stranice od 7. veljače 2018. (Wayback Machine), Pleter Portal, 15. prosinca 2015. slika:   Arhivirana inačica izvorne stranice od 7. veljače 2018. (Wayback Machine)
- Natko Martinić Jerčić: Operacija Papuk-91. (oslobađanje šireg papučkog područja u jesen i zimu 1991./1992. godine), Radovi Zavoda za znanstvenoistraživački i umjetnički rad u Bjelovaru, br.8 ožujka 2015., Hrčak